# Capsus cinctus
Capsus cinctus är en insektsart som först beskrevs av Friedrich Anton Kolenati 1845.  Capsus cinctus ingår i släktet Capsus och familjen ängsskinnbaggar. Inga underarter finns listade i Catalogue of Life.